# Дринчень
Дринчень, Дринчені (рум. Drânceni) — село у повіті Васлуй в Румунії. Входить до складу комуни Дринчень.
Село розташоване на відстані 306 км на північний схід від Бухареста, 35 км на північний схід від Васлуя, 57 км на південний схід від Ясс.

## Населення
За даними перепису населення 2002 року у селі проживали 497 осіб, з них 496 осіб (99,8%) румунів. Рідною мовою 496 осіб (99,8%) назвали румунську.